# Saint-Christophe-sur-Condé
Saint-Christophe-sur-Condé es una localidad y comuna francesa situada en la región de Alta Normandía, departamento de Eure, en el distrito de Bernay y cantón de Saint-Georges-du-Vièvre.

## Demografía
| 1 003 | 1 002 | 987 | 854 | 894 | 916 | 872 | 805 | 776 | 740 | 730 | 663 | 668 | 598 | 532 | 504 | 486 | 406 | 372 | 373 | 341 | 269 | 311 | 294 | 372 | 342 | 345 | 304 | 270 | 281 | 290 | 297 |
| Para los censos de 1962 a 1999 la población legal corresponde a la población sin duplicidades (Fuente: INSEE [Consultar]) |       |     |     |     |     |     |     |     |     |     |     |     |     |     |     |     |     |     |     |     |     |     |     |     |     |     |     |     |     |     |     |